# Fred Taylor (baloncestista 1924)
Frederick Rankin Taylor (Zanesville, Ohio; 3 de diciembre de 1924-Hilliard, Ohio; 6 de enero de 2002) fue un baloncestista y beisbolista, y también entrenador de baloncesto estadounidense que ejerció en la NCAA.

## Trayectoria

### Jugador de béisbol
- Washington Senators (1950-1952)

### Entrenador de baloncesto
- Universidad de Ohio State (1957-1958), (Ayudante)
- Universidad de Ohio State (1958-1976)